# Like Crazy (singolo)
Like Crazy è un singolo del cantante sudcoreano Jimin, pubblicato il 24 marzo 2023 come secondo estratto dal primo album in studio Face.
Si tratta di una traccia synth pop prodotta da Pdogg e Ghstloop, per la quale sono state realizzate due versioni differenti: una in lingua coreana e una in inglese. Osservando il contenuto della canzone, la versione coreana parla della consapevolezza di perdere una persona cara e di aggrapparsi ad una realtà in cui esiste ancora; la versione inglese, invece, enfatizza il peso della fama e la paura di perdersi. Entrambe le versioni sono state scritte da Pdogg, Blvsh, Chris James, Ghstloop, Jimin, dal compagno del gruppo BTS RM e Evan.
Il singolo è il primo di un artista solista sudcoreano sia a raggiungere la vetta della Hot 100 sia a debuttare direttamente in vetta alla classifica statunitense, e ha ottenuto il più alto debutto per un artista solista sudcoreano anche nel Regno Unito, debuttando alla 8. Ha raggiunto la top 10 in Ungheria, India, Olanda, Singapore, Corea del Sud, Hong Kong, Indonesia, Malaysia, Perù, Filippine e Taiwan.

## Descrizione
Like Crazy è una canzone synth pop "metallica" ispirata dall'omonimo film del 2011, e presenta dialoghi sussurrati, che si possono sentire a inizio e fine canzone, anch'essi ispirati dal film. Dal punto di vista del testo, la versione coreana parla della consapevolezza della perdita di una persona amata e del rifiuto di svegliarsi in una realtà in cui questa persona non è più accanto a te. Rhian Daly di NME ha interpretato la canzone come "una lotta per mantenere vivo qualcosa – che sia una relazione o una certa incarnazione dell'essere di Jimin", che "racconta una storia finita male e il tentativo di aggrapparsi a qualcosa che sta cadendo a pezzi". Jimin canta dei versi che recitano "Mentre la musica è riprodotta a tutto volume / Io svanisco" (in coreano, "시끄러운 음악 속에 / 희미해진 나?") e "Una storia cliché come un dramma / Mi ci sto abituando / Sono andato troppo oltre per trovare il me che che conoscevi?" ("드라마 같은 뻔한 story / 익숙해져 가 / 네가 알던 나를 찾기엔 멀리 온 걸까??") che esaltano la "parte cupa" della canzone, mentre i versi seguenti, come "Preferirei stare / Perso nelle luci / Perso nelle luci" (in inglese, "I'd rather be / Lost in the lights / Lost in the lights") e "Sono fuori di testa / Per favore tieni duro fino alla fine di questa notte" ("I'm outta my mind / 이 밤의 끝을 잡아줘?"), indicano "l'evasione venata di speranza – un desiderio di non dover affrontare la dolorosa realtà che il mattino porterà".
La versione inglese enfatizza il peso della fama e la paura di perdersi. Jimin canta "Posso sentire le voci ascoltare / Non so chi siano" ("I can hear the voices listening / Don't know who they are") e "Sto provando ad allentare la pressione / Cercando di raggiungere le stelle / Dimmi, troverò me stesso di nuovo / Quando andrò troppo lontano?" ("Trying to take the pressure off / Been reaching for the stars / Tell me will I find myself again / When I go too far?").

## Video musicale
Il video musicale, diretto da Oui Kim, si apre con il dialogo sussurrato di una voce fuoricampo ispirata dal film del 2011 Like Crazy. Si sente una voce femminile dire "Credo che dureremo per sempre" mentre Jimin è in piedi in un vortice di luce verde in una discoteca affollata. Una voce maschile poi risponde con "Temo che ogni cosa scomparirà". La donna lo tranquillizza con un "fidati di me" mentre il video cambia scena su Jimin all'interno di una cucina che canta il primo verso della canzone "Lei mi sta dicendo, baby, dai vieni e seguimi / Non c'è nulla di male qui stasera". Una mano sconosciuta prende Jimin e lo trascina in mezzo alla folla della discoteca, dove si vede camminare a rallentatore tra la gente, bere alcool e divertirsi. Il cantante viene poi visto spostarsi controcorrente tra la folla e finire in un corridoio in cui del materiale viscoso nero scende dalle pareti. Il resto del video mostra scene del cantante che si dimena sulla pista da ballo alternate a scene in cui si ritrova nella stanza con il materiale oscuro, per poi concludersi come è iniziato, con il cantante appoggiato sul tavolo di una cucina ma con una mano sporca dello stesso materiale oscuro viscoso mostrato in precedenza.

## Successo commerciale
Like Crazy ha venduto 2.803 download nel primo giorno di disponibilità in Giappone, debuttando alla numero due della Daily Digital Singles della Oricon il 24 marzo 2023; la versione inglese ha debuttato, invece, alla quinta posizione. Con soli tre giorni di disponibilità durante la settimana 20–26 marzo, ha fatto ingresso nella classifica settimanale successiva alla nona posizione, con 3.308 download totali. Il Deep House Remix e la versione inglese hanno fatto il loro ingresso in classifica rispettivamente alla posizione 29 e 30, con 1.725 e 1.699 download ciascuno, mentre il UK Garage Remix ha debuttato alla 38 con 1.439 download.
Sulla classifica del Regno Unito, Jimin ha infranto il record per il più debutto in classifica da parte di un artista solista sudcoreano, dallo stesso Jimin stabilito con il singolo Set Me Free Pt. 2 una settimana prima debuttando alla posizione 30. Like Crazy, invece, ha fatto il suo ingresso in classifica direttamente in Top 10, alla posizione 8. Il singolo è stato il più scaricato e il secondo più venduto nella settimana 31 marzo - 6 aprile 2023.
Sulla Billboard Hot 100 statunitense, Like Crazy ha debuttato direttamente in prima posizione in data 8 aprile 2023, diventando la 66° canzone a riuscirci sin dalla nascita della Hot 100 nel 1958. Jimin è il primo artista solista sudcoreano ad avere una canzone in prima posizione (in precedenza, Psy aveva raggiunto la numero due con Gangnam Style nel 2012) e il quarto artista asiatico in generale (dopo Kyu Sakamoto, Far East Movement e i BTS) a toccare la vetta della Hot 100. Nella sua settimana di apertura, la canzone ha venduto un totale di 254.000 copie tra download e CD, diventando la terza numero uno di Jimin sulla Digital Songs; ha accumulato 10 milioni di ascolti in streaming, facendo debuttare la canzone alla posizione 35 e ha ricevuto 64.000 passaggi radiofonici, il numero più basso del decennio fino a quel momento, in quanto non era stata promossa attivamente nelle radio. La canzone ha ottenuto il più alto numero di vendite in una settimana da quando Anti-Hero di Taylor Swift vendette 328.000 copie nel novembre 2022. Jimin è il primo membro dei BTS ad avere una canzone alla uno e una canzone da solista nella classifica, a ottenere una presenza nella Top 10 e Top 20 e ad avere multipli ingressi nella Top 40. Like Crazy è la prima canzone in cui Jimin viene accreditato come scrittore a raggiungere la numero uno, mentre la quarta per il compagno di gruppo RM (dopo Life Goes On, Butter e My Universe). Nella sua seconda settimana di permanenza nella Hot 100, la canzone è scesa drasticamente dalla prima alla 45ª posizione, superando il record per la pià grande perdita di posizioni per una canzone dalla prima posizione, in precedenza detenuto da Willow di Taylor Swift stabilito nel dicembre 2020 (37 posizioni).
La canzone è diventata la prima per un artista coreano a debuttare alla numero uno nella regione del Medio Oriente e Nord Africa (MENA) quando ha raggiunto la vetta della classifica Mena, pubblicata dalla International Federation of the Phonographic Industry (IFPI), nella settimana del 30 marzo 2023.
A livello globale, Like Crazy ha accumulato 71,2 milioni di streaming e 86.000 copie vendute, debuttando alla due sulla Billboard Global 200, rendendo Jimin il membro dei BTS con la più alta posizione in classifica; il secondo, dopo il compagno di gruppo Jung Kook, a ottenere due ingressi da solista nella Top 10; e il primo a riuscirci come artista principale su entrambe le canzoni. Fuori dagli Stati Uniti, la canzone ha accumulato 61,4 milioni di streaming e 48.000 copie vendute, debuttando alla numero due sulla classifica Global Excl US.
Il 5 aprile 2024 ha raggiunto un miliardo di riproduzioni su Spotify, diventando la prima canzone solista in coreano a raggiungere il traguardo e contemporaneamente la più veloce a farlo, in 377 giorni.

## Classifiche

### Classifiche settimanali
| Classifica (2023)         | Posizione massima |
| ------------------------- | ----------------- |
| Argentina                 | 86                |
| Australia                 | 23                |
| Austria                   | 23                |
| Bolivia                   | 3                 |
| Canada                    | 21                |
| Croazia                   | 17                |
| Filippine                 | 7                 |
| Francia                   | 83                |
| Germania                  | 71                |
| Giappone                  | 42                |
| Hong Kong                 | 10                |
| India                     | 2                 |
| Indonesia                 | 3                 |
| Irlanda                   | 23                |
| Italia                    | 93                |
| Lituania                  | 37                |
| Lituania Versione inglese | 63                |
| Malaysia                  | 4                 |
| Medio Oriente             | 1                 |
| Nuova Zelanda             | 36                |
| Paesi Bassi               | 4                 |
| Panama                    | 25                |
| Perù                      | 3                 |
| Portogallo                | 34                |
| Repubblica Dominicana     | 50                |
| Singapore                 | 2                 |
| Corea del Sud             | 8                 |
| Svizzera                  | 27                |
| Taiwan                    | 7                 |
| Regno Unito               | 8                 |
| Ungheria                  | 3                 |
| Stati Uniti               | 1                 |
| Vietnam                   | 1                 |

### Classifiche di fine anno
| Classifica (2023) | Posizione |
| ----------------- | --------- |
| Argentina         | 154       |
| Brasile           | 181       |
| Corea del Sud     | 70        |

## Date di pubblicazione
| Paese       | Data          | Formato            | Versione                                     | Etichette | Fonte  |
| ----------- | ------------- | ------------------ | -------------------------------------------- | --------- | ------ |
| Stati Uniti | 23 marzo 2023 | CD                 | Originale                                    | Big Hit   | [ 58 ] |
| Mondo       | 24 marzo 2023 | Download Streaming | Originale Inglese                            | Big Hit   | [ 5 ]  |
| Mondo       | 26 marzo 2023 | Download Streaming | Deep House remix UK Garage remix Strumentale | Big Hit   | [ 59 ] |
| Mondo       | 26 marzo 2023 | Download Streaming | Remix                                        | Big Hit   | [ 60 ] |
| Italia      | 31 marzo 2023 | Radio              | Inglese                                      | Universal | [ 61 ] |

## Riconoscimenti
- Billboard Music Award[62]
  - 2023 – Candidatura Miglior canzone venduta
  - 2023 – Candidatura Miglior canzone K-pop
- Circle Chart Music Award[63]
  - 2024 – Candidatura Artista dell'anno (streaming globale)
- Golden Disc Award[64]
  - 2024 – Candidatura Miglior canzone digitale
- MAMA Award[65]
  - 2023 – Candidatura Canzone dell'anno
  - 2023 – Candidatura Miglior esibizione di danza di un solista maschile